# M32 (galaxie)
Pour les articles homonymes, voir M32.
M32, aussi désignée NGC 221, est une galaxie elliptique compacte de type cE2 du Groupe local et satellite de la galaxie d'Andromède. 

## Caractéristiques

### Distance
À ce jour, 35 mesures non basées sur le décalage vers le rouge (redshift) donnent une distance de 768 ± 58 kpc (∼2,5 millions d'al).

### Taille
Il s'agit d'une galaxie de dimensions réduites, sa plus grande longueur ne dépassant pas 8 000 années-lumière (2,46 kpc).

### Morphologie

M32 vue par le télescope spatial Hubble

M32 (NGC 221) a été utilisée par Gérard de Vaucouleurs comme une galaxie de type morphologique cE2 dans son atlas des galaxies,.
Comme la plupart des galaxies elliptiques, elle est dépourvue de gaz et de poussières interstellaires et est constituée essentiellement d'étoiles naines jaunes et rouges âgées, n'ayant pas connu d'activité de formation stellaire notable depuis longtemps. L'étude spectroscopique de M32 indique un âge moyen de 6,8 ± 1,5 milliards d'années avec une métallicité moyenne de [M/H] = -0,01 ± 0,08 au centre de la galaxie, contre 9,2 ± 1,2 milliards d'années et [M/H] = -0,10 ± 0,10 en périphérie de la galaxie, semblant indiquer une dynamique de formation d'étoiles du centre vers l'extérieur.
La morphologie particulière de M32 et sa population stellaire pourraient s'expliquer par l'interaction gravitationnelle avec la galaxie d'Andromède : M32 aurait été au départ une petite galaxie spirale qui aurait traversé le disque galactique de la galaxie d'Andromède et aurait alors perdu l'essentiel de sa masse périphérique, ne conservant que son bulbe galactique qui aurait alors connu un sursaut de formation stellaire. Une étude publiée en 2002 va jusqu'à remettre en question la nature elliptique actuelle de M32, en modélisant l'apparence de cette galaxie par la présence d'un bulbe et d'un disque vu presque de face.

## Trou noir supermassif
Selon une étude réalisée auprès de 76 galaxies par Alister Graham, le bulbe central de M32 renfermerait un trou noir supermassif dont la masse est estimée à 2,5+0,5
 −0,5 × 106 {\displaystyle M_{\odot }}.